# 苗波
苗波（1975年6月17日—），山东威海人，中国女子篮球运动员，她曾参加1996年夏季奥林匹克运动会女子篮球比赛，最终获得第九名。她也参加了1998年和2002年亚洲运动会。